# Santini’s Netzwerk
Santini’s Netzwerk (La Rete di Santini, em italiano) é um documentário musical do diretor alemão Georg Brintrup de 2014. O filme conta a vida e a obra do abade romano Fortunato Santini (1777-1861) que consegue, em apenas cinquenta anos, montar a biblioteca musical privada mais completa do mundo.

## Sinopse
O velho abade Santini narra a um jovem capelão alemão a sua vida e a história da coleção. O capelão convenceu Santini a vender a coleção ao bispo de Münster na Vestfália.
A narração de Santini alterna-se com as intervenções de Edward Dent, o famoso musicólogo inglês. Dent descreve como descobriu a coleção e suas vicissitudes durante o nazi-facismo, a guerra e, ainda depois, quando um dilúvio que a dizimou.
Os dois níveis narrativos são integrados por intervenções de historiadores e musicólogos contemporâneos (Markus Engelhardt do Instituto Histórico Alemão em Roma e Peter Schmitz da Universidade de Münster), mas também e sobretudo de comentários musicais: obras mais ou menos conhecidas de música antiga italiana e alemã, apresentadas por músicos dos dois países.

## Tema
Fortunato Santini foi um sacerdote que viveu em Roma e passou sua vida a colecionar partituras musicais, sejam originais ou cópias. O objeto da coleção foi sobretudo as partituras de música mais antiga, encontradas em Roma, nas bibliotecas privadas e eclesiásticas, mas também no resto da Itália e fora dela, graças a uma apurada rede de contatos que o abade conseguiu tecer através de trocas e vendas de cópias. Deve-se a ele o fato de muitas composições de música europeia terem chegado até a nós.
A coleção é composta de 20.000 títulos em 4.500 manuscritos e 1.200 impressões, e é a  biblioteca musical privada mais completa do mundo.
O filme retrata a vida do abade contando como o musicólogo sozinho e sem grande capital conseguiu juntar uma coleção de música tão importante e, além disso, sem quase nunca sair de Roma.
Seu segredo era, exatamente, a apurada rede de contatos, na Itália e no exterior, com outros musicólogos. Uma rede que se espalhou entre as principais cidades da Europa, de Roma a Bolonha, Veneza, Paris, Bruxelas, a Oxford, Londres, Copenhague, Berlim, Munique, Aachen, Viena e até mesmo Moscou e São Petersburgo.
A trilha sonora teve a curadoria do Ensemble Seicentonovecento de Roma, da Capela Musical de Santa Maria dell'Anima, dirigida pelo mestre Flavio Colusso e da Capela Ludgeriana da Catedral de Münster, dirigida por Andreas Bollendorf e Verena Schürmann.
Todas as músicas do filme fazem parte da coleção e são de Antonio Lotti, Tomás Luis de Victoria, Cristobal de Morales, Giacomo Carissimi, Francesco Durante, Giovanni Battista Martini, Palestrina, Carl Heinrich Graun, Händel e Bach, mas também de Alessandro Melani, Domenico e Alessandro Scarlatti, Francesco Durante e do próprio Fortunato Santini.
O filme deu um impulso ao projeto cultural ítalo-alemão "La Via dell'Anima"  (O Caminho da Alma), destinado a aprimorar e divulgar - através de concertos, eventos litúrgicos, filmes, edições musicais - o imenso patrimônio musical constituído pela coleção

## Trilha sonora
| No. | Compositor                | obra                                  |  |
| --- | ------------------------- | ------------------------------------- |  |
| 1.  | Antonio Lotti             | Crucifixus                            |  |
| 2.  | Tomás Luis de Victoria    | Salve Regina                          |  |
| 3.  | Cristóbal de Morales      | Lamentabatur Jacob                    |  |
| 4.  | Giacomo Carissimi         | Jephte, Plorate filii Israel          |  |
| 5.  | Antonio Caldara           | Kyrie aus der Missa Dolorosa          |  |
| 6.  | Francesco Durante         | Lamentationes Jeremiae Prophetae      |  |
| 7.  | Palestrina                | Kyrie aus der Missa Ut-Re-Mi-Fa-So-La |  |
| 8.  | Giovanni Battista Martini | Sonata g-moll für Orgel, Sarabanda    |  |
| 9.  | Palestrina                | Aleph III                             |  |
| 10. | Carl Heinrich Graun       | Der Tod Jesu                          |  |
| 11. | Georg Friedrich Händel    | Non esce un guardo mai                |  |
| 12. | Georg Friedrich Händel    | Resurrezione                          |  |
| 13. | Alessandro Melani         | Magnificat                            |  |
| 14. | Johann Sebastian Bach     | Passio secundum Joannem               |  |
| 15. | Fortunato Santini         | Te Deum a Due Cori                    |  |
| 16. | Domenico Scarlatti        | Sonatas in f-Moll K. 519              |  |
| 17. | Francesco Durante         | Requiem Lacrimosa                     |  |
| 18. | Alessandro Scarlatti      | Agar et Ismaele esiliati, grave       |  |
| 19. | Domenico Scarlatti        | sonata in f minor L.281 K.239         |  |
| 20. | Georg Friedrich Händel    | Israel in Egypt / a thick darkness    |  |
| 21. | Fortunato Santini         | Sancte Paule Apostole                 |  |